# 티베스티주

티베스티주

티베스티주(프랑스어: Région du Tibesti, 아랍어: منطقة تبستي)는 차드 북서부에 위치한 주로, 주도는 바르다이이며 2개 현(티베스티에스트현, 티베스티우에스트현)을 관할한다. 2008년 보르쿠엔네디티베스티주에서 분리되어 신설되었다.